# Кейтс, Джозеф
Джозеф Кейтс (5 мая 1921 г., Вена, Австрия — 16 июня 2018 г., Торонто, Канада) — канадский инженер, среди достижений которого первая игровая вычислительная машина и первая в мире автоматизированная система дорожных сигналов.

## Биография
Джозеф Кейтс родился в семье Баруха и Анны Кац. Был женат на Лилиан Крох. Второй раз женился на Мэри К. Хилл. Всего у него было четыре ребёнка: Луиз, Наоми, Селина, Филипп А.
В Канаду Кейтс перебрался в 1940 году вскоре после аншлюса, опасаясь расправы со стороны нацистов. Прожив некоторое время в Нью-Брансвике и Квебеке (1940—1942), он поселился в Торонто (1942 — вплоть до настоящего момента).
Учился сначала в гимназии Гёте (Вена: 1931—1938), а затем в Университете Макгилла (Монреаль: 1941), Университете Торонто (Торонто: 1944—1948, Был отмечен за достижения в области математики и физики; 1948—1949: степень магистра прикладной математики; 1949—1951: докторская степень по физике).
Устроился на работу в компанию Imperial Optical Company в Торонто в 1942 году и отвечал за оснащение оборудования для королевских ВМС Канады точными оптическими системами вплоть до 1944 года. После этого 4 года проработал в компании Rogers Vacuum Tube Company, (ныне Royal Philips Electronics), занимаясь разработкой и производством радаров и радиоламп.
Этот опыт работы помог ему в дальнейшем принять полноценное участие в проекте Университета Торонто по разработке UTEC — первой опытной модели компьютера в Канаде. Доктор Кейтс также собрал первую в мире игровую ЭВМ — Bertie the Brain, которая демонстрировалась на Национальной выставке в Канаде в 1950 году. Кейтс применил в этой машине специальную электронную трубку собственной разработки.
Он также разработал в 1954 году автоматизированную систему дорожных сигналов для Торонто — первую в мире.
В 1954 году Кейтс основал в Торонто компанию KCS Ltd, которую возглавлял вплоть до 1966 года, после чего компания была объединена с консультационным отделом компании Peat, Marwick, Mitchell & Co. став после этого Kates, Peat, Marwick & Co.
Кейтс работал в качестве консультанта по компьютерным технологиям во многих американских и канадских фирмах и организациях.
Он участвовал в создании корпорации Setak Computer Services Corp. Ltd. (начало названия — обратное написание его фамилии), главный офис которой располагался в Торонто. Компания предоставляла консультации и обеспечение на базе компьютеров корпорации Burroughs (например, B5500). В 1974 году Кейтсом была основана компания Josef Kates Associates Inc., в которой он исполнял обязанности президента.
В 1968 году он был принят в Научный Совет Канады в Оттаве, который возглавлял с 1975 по 1978 год.
Был главным менеджером, председателем и директором таких компаний, как Teleride Sage Ltd. (1977—1996), и IRD Teleride (1996—1997) вплоть до своего ухода в отставку.
Скончался в госпитале Бриджпойнт в Торонто 16 июня 2018 г. в возрасте 97 лет.

## Награды и премии
- 1970 год — Медаль Канадского инженерного института[англ.]
- 1977 год — Медаль Джулиан Смит
- Университет Ватерлоо — Канцлер (1979—1985)[10], Канцлер Эмерит (1993)[2]
- 1981 год — Доктор права (LL.D.) Университет Конкордия[11]
- 1990 год — действительный член Engineering Institute of Canada[англ.]
- 1994 год — действительный член Canadian Association of Management Consultants
- 2005 год — Доктор математики (DMath) Университет Ватерлоо
- 2011 год — Орден Канады[12]